# Ріді Ґіббз
Дороті Марія Ґіббз (англ. Dorothy Marie Gibbs; нар. 17 лютого 1947, Луїсвілл, Кентуккі, США) — американська акторка театру, кіно та телебачення.

## Життєпис
Ріді Ґіббз народилася 17 лютого 1947 року в місті Луїсвілл, Кентуккі.

## Особисте життя
З 2 січня 1968 року до 14 вересня 1979 року була одружена з американським джазовим музикантом Діком Сісто, з яким у неї двоє дітей: донька — Медов Сісто та син — Джеремі Сісто. 
Нині одружена з американським актором Бруно Александером.

## Фільмографія
- 2015 — Бойові шрами / Battle Scars — медсестра
- 2014 — Точка зламу / Break Point — 'бабуся Баррі
- 2014 — Затонуле місто / Sunken City — вчителька
- 2012 — Передмістя / Suburgatory — медсестра
- 2010 — П'ятизірковий день / Five Star Day — медсестра
- 2009 — Медіум / Medium — медсестра
- 2008 — Закон і порядок / Law & Order — помічниця Тодда
- 2008 — Непересічна сила[en] / Remarkable Power — доктор Сівер
- 2008 — Нічні сади[en] / Gardens of the Night — медсестра
- 2006 — Самогубці: історія кохання / Wristcutters: A Love Story — вчитель Макса
- 2005 — Цеглина / Brick — мати «Голки»
- 2004 — Загадкова шкіра / Mysterious Skin — епізодична роль
- 2004 — Клієнт завжди мертвий / Six Feet Under — жінка у ресторані
- 2003 — Герой фільму[en] / The Movie Hero — Мімі
- 2002 — Тепер ти знаєш[en] / Now You Know — Енн
- 1999 — Маленький геній / Little Savant — мати
- 1997 — Тейлор повернувся / Taylor's Return — Міріам
- 1997 — Через поля / Crossing Fields — Керол
- 1992 — Засвічені / Overexposed — Тереза

## Нагороди та номінації
| Рік  | Нагорода                                   | Номінація        | Робота       | Результат |
| ---- | ------------------------------------------ | ---------------- | ------------ | --------- |
| 1999 | Міжнародний кінофестиваль у Мар-дель-Плата | Найкраща акторка | «Через поля» | Перемога  |